# Škoda 1202
Der Škoda 1202 (Typ 981) war ein Mittelklasse-Kombi von AZNP unter der Marke Škoda, der 1961 als Nachfolger der Kombi- und Pick-up-Modelle des Škoda 1201 erschien. Sein Erscheinungsbild ähnelte dem des kleineren Modells Octavia Combi.

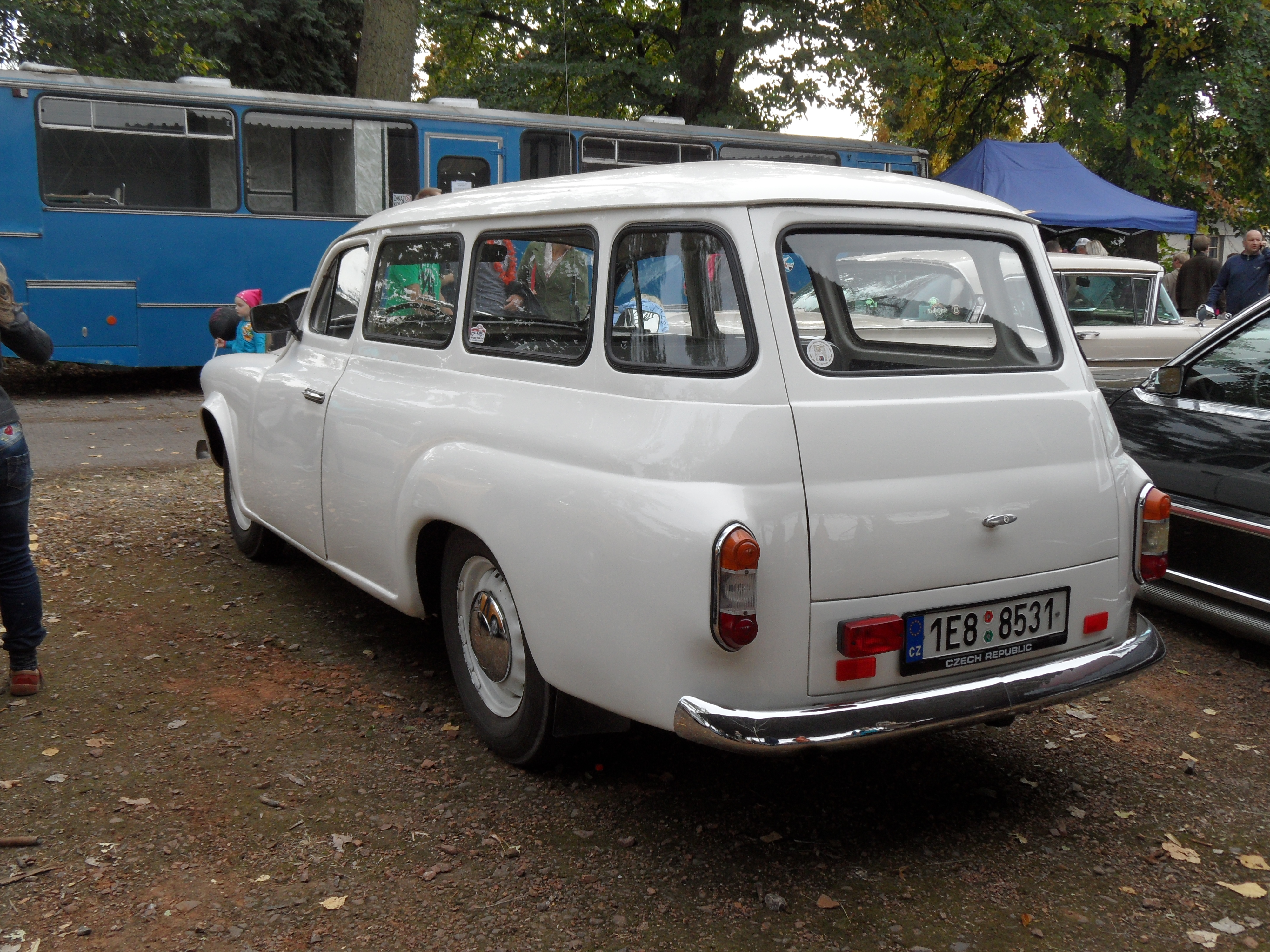
Heckansicht

Die Fahrzeuge besaßen einen wassergekühlten OHV-Vierzylinder-Reihenmotor mit 1221 cm³ Hubraum und einer Leistung von 44 DIN-PS (32 kW) bei einer Drehzahl von 4500/min, der mit einem Vergaser vom Typ Jikov 32 SOPc bestückt war. Der zweite, dritte und vierte Gang des an den Motor angeflanschten Getriebes waren synchronisiert. Über eine Kardanwelle wurde die Motorkraft an die Hinterräder weitergeleitet. Der 985 bis 1120 kg schwere Wagen erreichte eine Höchstgeschwindigkeit von 100 km/h. Bemerkenswert war die ausgesprochen große Nutzlast von 650 kg.
Wie beim Vorgänger waren ein Kombi, ein zweitüriger Lieferwagen und ein zweitüriger Pick-up verfügbar. Die Limousine entfiel.
Neu im Vergleich zum Modell 1201 waren größere Fensterflächen, eine nach oben zu öffnende Heckklappe, ein hinter die Hinterachse verlegter Tank sowie asymmetrisches Abblendlicht. Die Produktion dieses Fahrzeugs lief 1973 ohne direkten Nachfolger aus.
Insgesamt wurden 60.137 Fahrzeuge produziert. Davon waren 26.909 Kombis und 11.193 Krankenwagen.
Zusätzlich wurden Pick-up Fahrzeuge in der Türkei im Werk Celik Montaj produziert. Bis 1971 entsprachen die ersten 10.000 Exemplare dem Original. Danach wurde das Design kantiger und wurde bis ins Jahr 1982 produziert. Insgesamt wurden 32.700 Fahrzeuge in der Türkei produziert, die alle das Skoda Logo tragen durften.

## Weblinks

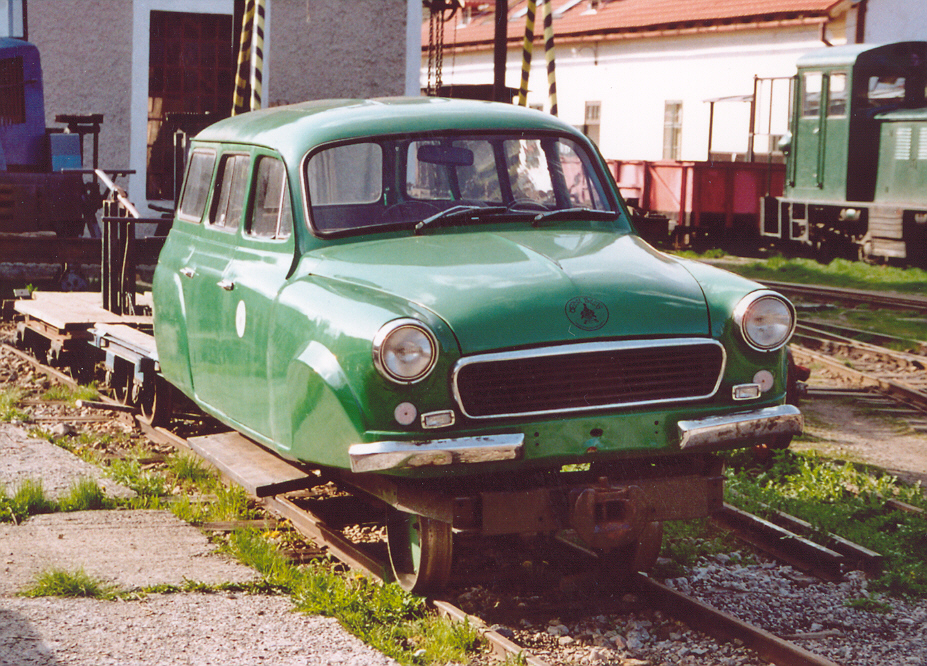
Zum Schienenfahrzeug umgebauter Škoda 1202